# Faulenrost
Faulenrost är en kommun och ort i Landkreis Mecklenburgische Seenplatte i förbundslandet Mecklenburg-Vorpommern i Tyskland.
Kommunen ingår i kommunalförbundet Amt Malchin am Kummerower See tillsammans med kommunerna Basedow, Gielow, Kummerow, Malchin och Neukalen.